# Yokohama Canon Eagles
Maillots
Dernière mise à jour : 24 octobre 2015.
Yokohama Canon Eagles (横浜キヤノンイーグルス) est un club japonais de rugby à XV installé à Yokohama depuis 2022. Fondé en 1980, le club était précédemment basé à Machida dans l’agglomération de Tokyo. Il évolue en Japan Rugby League One.

## Historique
Le club est créé en 1980 comme équipe corporative de la société Canon.
En 2002, après avoir remporté tous ses matchs, dans le groupe A de la deuxième division (sept victoires), l'équipe est promue pour la première fois de son histoire en première division de la Région du Kantō.
En 2008, l'équipe termine à la deuxième place de la Kanto Adulte Division 1 avec neuf victoires pour deux défaites, puis participe à un barrage contre East 11 avant d'être promue en Japan Rugby Top East League. Lors de sa première année dans la Top Est League, en 2009, elle termine à la huitième place avec quatre victoires et sept défaites.
Le surnom de Eagles est choisi l'année suivante, en 2010. Cette année, les Eagles remportent pour la première fois la Top Est League, mais ne sont pas promus. Pour sa troisième saison dans la division, en 2011, les Eagles réalisent une saison sans défaite avec huit victoires et un match nul, terminant ainsi en première position et remportant le championnat pour la seconde fois consécutive. De plus, ils décrochent la première place du Top Challenge 1 et sont promus en Top League l'année suivante.
En juillet 2021, l'équipe est intégrée à la première division de la nouvelle ligue professionnelle japonaise : la Japan Rugby League One. Le même jour, l'équipe change de nom et devient Yokohama Canon Eagles.

## Identité visuelle
Les couleurs des Yokohama Canon Eagles sont le rouge et le blanc. La couleur de base du club, le blanc symbolise le respect et la discipline, qui sont deux des trois mots représentant la philosophie de l'équipe : « respect, discipline, passion ». L'aigle rouge au centre du logo représente la passion. Il a été choisi car c'est un oiseau qui vole plus haut que les autres, exprimant la volonté de s’envoler vers la victoire.

## Palmarès
Néant

## Personnalités du club

### Effectif 2024-2025
L'effectif pour la saison 2024-2025 est le suivant :
| Piliers - Koji Goulding - Ryosuke Iwaihara - Shota Matsuoka - Tomoki Minami - Kanta Ogawa - Takato Okabe - Tatsuro Sugimoto Talonneurs - Hayate Hiraishi - Shin Kawamura - Yusaku Miyoshi - Yusuke Niwai - Shunta Nakamura Deuxièmes lignes - Cormac Daly - Tom Jeffries - Katsuto Kubo - Liaki Moli - Lekima Nasamila - Matt Philip - Ryuta Yasui | Troisièmes lignes - Masato Furukawa - Sione Halasili - Billy Harmon - Amanaki Mafi - Naoto Shimada - Sioeli Vakalahi - Daisuke Yoshida Demis de mêlée - Toshiki Amano - Kouki Arai - Faf de Klerk - Yuto Matsuki - Kazufumi Yamasuga Demis d'ouverture - Yuragi Muto - Jumpei Ogura - Yu Tamura | Centres - Ryo Eto - Yusuke Kajimura (c) - Jesse Kriel - Naoya Minamihashi - Ryo Tabata - Viliame Takayawa Ailiers - Yoshihira Ishida - Chihito Matsui - Kazunari Takagi - Masayoshi Takezawa Arrières - Ryu Fukuhara - Brendan Owen - Yu Saruta |
| | | |
| (c) pour le capitaine, Gras pour un joueur international | | |

### Anciens joueurs
- Isaia Toeava
- Albert van den Berg